# (1566) Ícar
(1566) Ícar és un asteroide Apol·lo (una subclasse dels asteroides propers a la Terra) que es caracteritza per estar, en el seu periheli, més proper al Sol que Mercuri. Creua les òrbites de Venus, Mart i el mateix Mercuri. El seu nom prové d'Ícar, un personatge de la mitologia grega, que va volar massa prop del Sol. Va ser descobert el 1949 per Walter Baade.
Ícar s'acosta considerablement a la Terra en intervals de 9, 19, o 38 anys. El 16 de juny de 1968 es va acostar a només 6,4 milions de kilòmetres (16 distàncies lunars) però aquesta proximitat no és freqüent. L'últim cicle va succeir el 1996, acostant-se a 15,1 milions de kilòmetres, gairebé 40 cops la distància de la Terra a la Lluna. El proper acostament s'espera per al 16 de juny de 2015, fins a 8,1 milions de kilòmetres.
En 1967, el professor Paul Sandorff de l'Institut de Tecnologia de Massachusetts va donar als seus estudiants la tasca d'idear un pla per a destruir Ícar en cas que aquest emprengués un rumb de col·lisió amb la Terra. Aquest pla es coneix com a Projecte Ícar que va ser la base per a la pel·lícula de ciència-ficció Meteor (1979), amb Sean Connery.